# Municipio de Moranville
El municipio de Moranville (en inglés: Moranville Township) es un municipio ubicado en el condado de Roseau en el estado estadounidense de Minnesota. En el año 2010 tenía una población de 887 habitantes y una densidad poblacional de 9,66 personas por km².

## Geografía
El municipio de Moranville se encuentra ubicado en las coordenadas 48°50′35″N 95°17′14″O / 48.84306, -95.28722. Según la Oficina del Censo de los Estados Unidos, el municipio tiene una superficie total de 91.85 km², de la cual 91,85 km² corresponden a tierra firme y (0 %) 0 km² es agua.

## Demografía
Según el censo de 2010, había 887 personas residiendo en el municipio de Moranville. La densidad de población era de 9,66 hab./km². De los 887 habitantes, el municipio de Moranville estaba compuesto por el 96,84 % blancos, el 0,11 % eran afroamericanos, el 0,56 % eran amerindios, el 1,24 % eran asiáticos, el 0,11 % eran de otras razas y el 1,13 % eran de una mezcla de razas. Del total de la población el 0,79 % eran hispanos o latinos de cualquier raza.